# Henry Sears
Harry Edward Sears (Boston, Massachusetts, 11 de maig de 1870 - Beverly, Massachusetts, 19 d'octubre de 1920) va ser un tirador estatunidenc que va competir a començaments del segle xx.
Harry Sears va estudiar a la Boston Latin school' i posteriorment a la Universitat Harvard, on es va graduar com a metge el 1896. Va servir com a metge durant la Guerra hispano-estatunidenca, arribant fins al grau de tinent coronel.
El 1912 va prendre part en els Jocs Olímpics d'Estocolm, on disputà tres proves del programa de tir. Guanyà la medalla d'or en la prova de pistola militar per equips, mentre en pistola lliure individual fou setè i en la de pistola de foc vint-i-unè.
El 1920 se suïcidà.